# Pseudanisentomon pedanempodium
Pseudanisentomon pedanempodium är en urinsektsart som först beskrevs av Zhang och Yin 1981.  Pseudanisentomon pedanempodium ingår i släktet Pseudanisentomon och familjen trakétrevfotingar. Inga underarter finns listade i Catalogue of Life.